# Otar Eloshvili
Otar Eloshvili (en géorgien : ოთარ ელოშვილი), né le 15 novembre 1978 à Ordjonikidze, est un joueur de rugby à XV, qui joue avec l'équipe de Géorgie, évoluant au poste de trois-quarts centre à Grasse (1,87 m pour 100 kg).

## Biographie
- Auteur d'un plaquage dangereux sur le Français Rémy Martin lors de la dernière Coupe du Monde, il écope d'une suspension de cinq semaines. Il manque les premières rencontres de son nouveau club (le Sporting Nazairien Rugby). Alors que sa suspension prenait fin, il est victime à la fin du mois de novembre 2007 d'une rupture des ligaments croisés.

## Carrière de joueur

### En club
- ????-????: RC Compiègne
- ????-2007: RC Arras (Fédérale 1)
- 2007-2009: Sporting Nazairien Rugby (Fédérale 1)
- 2009-2010: Olympique marcquois Marcq-en-Barœul (Fédérale 2)
- 2010-2011: Rugby olympique de Grasse (Fédérale 1)
- 2011-2012: Rugby Nice Côte d'Azur (Fédérale 1)
- 2012-2015: Rugby Club Antibes Sophia Antipolis (Promotion Honneur)

### En équipe nationale
- Il a disputé son premier match avec l'équipe de Géorgie le 3 février 2002 contre l'équipe des Pays-Bas.

## Palmarès
Néant

### En équipe nationale
(au 13/06/2011)
- 11 sélections depuis 2002.
- 2 essais (10 points).
- Sélections par année : 1 en 2002, 1 en 2003,2 en 2006, 5 en 2007

Coupe du monde
- 2003 : 1 sélection (équipe d'Afrique du Sud).
- 2007 : 2 sélections